# Cahan
Cahan è un comune francese di 182 abitanti situato nel dipartimento dell'Orne nella regione della Normandia.
Il suo territorio è bagnato dalle acque del fiume Noireau.

## Società

### Evoluzione demografica
Abitanti censiti